# Piet Raijmakers
Petrus Josephus („Piet”) Raijmakers (ur. 29 września 1956 w Asten) – holenderski jeździec sportowy. Dwukrotny medalista olimpijski z Barcelony.
Specjalizował się w skokach przez przeszkody. Igrzyska w 1992 były jego jedyną olimpiadą, sięgnął po dwa medale. W konkursie indywidualnym musiał uznać wyższość jedynie Niemca Ludgera Beerbauma, w drużynie triumfował. Wspólnie z nim startowali: Bert Romp, Jan Tops oraz Jos Lansink W 2006 zdobył tytuł mistrza świata (drużyna).
Sportową karierę zakończył w 2010. Jeźdźcami są także jego synowie Piet jr i Joep.

## Starty olimpijskie (medale)
Barcelona 1992
- konkurs drużynowy (na koniu Ratina Z) -  złoto
- konkurs indywidualny (Ratina Z) -  srebro